# Sanna av Skarði
Sanna av Skarði døbt Susanna Jacobsen (født 1876 i Tórshavn, død 1978) var en færøsk højskolelærer. Hun blev i 1901 gift med Símun av Skarði, grundlæggeren af Føroya Fólkaháskúli, og arbejdede tæt sammen med ham om at udvikle højskolen til et center for færøsk åndsliv og samfundsdebat.
Sanna av Skarði er mor til journalisten og feministen Sigrið av Skarði (1908–1975) og sprogforskeren Jóhannes av Skarði (1911–1999).